# Samuel A. Foot

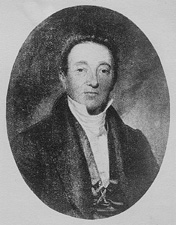
Samuel A. Foot

Samuel Augustus Foot (* 8. November 1780 in Cheshire, Connecticut; † 15. September 1846 ebenda) war ein US-amerikanischer Politiker, der als elfter Gouverneur des Bundesstaates Connecticut amtierte und diesen in beiden Kammern des Kongresses vertrat.
Foot machte 1797 seinen Abschluss am Yale College und besuchte danach die Law School in Litchfield. Wegen gesundheitlicher Probleme gab er sein Jura-Studium jedoch auf und wurde Schiffhändler in New Haven. 1803 heiratete er Eudocia Hull, mit der er sieben Kinder hatte. Eines von ihnen war Andrew Hull Foote, der sich als Admiral während des Bürgerkriegs Verdienste erwarb. 1813 kehrte Foot nach Cheshire zurück und wandte sich der Landwirtschaft zu.
Von 1817 bis 1818 war er Abgeordneter im Repräsentantenhaus von Connecticut. Nach der Wahl ins US-Repräsentantenhaus vertrat er seinen Staat von 1819 bis 1821 in Washington, D.C. In den folgenden Jahren wechselten sich Amtsperioden in Connecticut und in der Hauptstadt ab: Von 1821 bis 1823 sowie erneut von 1825 bis 1826 gehörte er der Staatslegislative in Hartford an; zwischen 1823 und 1825 war er zum zweiten Mal Kongressabgeordneter.
Am 4. März 1827 schließlich trat Samuel Foot sein Mandat im Senat der Vereinigten Staaten an; er vertrat dort die Interessen der Anti-Jacksonians (Nationalrepublikaner). Aus seiner Zeit im Senat ist die nach ihm benannte Foot Resolution in Erinnerung geblieben, nach welcher der Verkauf öffentlicher Flächen eingeschränkt werden sollte. Während der Debatte über diese Resolution hielt Daniel Webster, Senator aus Massachusetts, eine Rede, in welcher er die berühmt gewordene Formulierung „Liberty and Union, one and inseparable, now and forever“ (Freiheit und Union, einig und unteilbar, jetzt und für immer) gebrauchte.
Foot verfehlte 1832 die Wiederwahl, wurde jedoch für eine weitere Amtsperiode ins US-Repräsentantenhaus gewählt, dem er vom 4. März 1833 bis zu seinem Rücktritt am 9. Mai 1834 zum dritten Mal angehörte. Er legte sein Mandat nieder, um Gouverneur seines Heimatstaats Connecticut zu werden. Nach zweijähriger Amtszeit scheiterte er 1836 bei der Wiederwahl; zwischenzeitlich war er den Whigs beigetreten.